# Wikstroemia micrantha
Wikstroemia micrantha är en tibastväxtart som beskrevs av William Botting Hemsley. Wikstroemia micrantha ingår i släktet Wikstroemia och familjen tibastväxter. Inga underarter finns listade i Catalogue of Life.